# إسحاق ر. تريمبل
إسحاق ر. تريمبل (بالإنجليزية: Isaac R. Trimble) هو عسكري ومهندس مدني أمريكي، ولد في 15 مايو 1802 في مقاطعة كلبيبر في الولايات المتحدة، وتوفي في 2 يناير 1888 في بالتيمور في الولايات المتحدة.